# Suitland-Silver Hill
Ne doit pas être confondu avec Suitland.
Suitland-Silver Hill est une ancienne census-designated place américaine située dans le comté de Prince George, dans l'État du Maryland.
Depuis 2011, elle a été séparée en deux census-designated places Suitland et Silver Hill.